# Червезина
Червезина (итал. Cervesina) — коммуна в Италии, находится в регионе Ломбардия, в провинции Павия.
Население составляет 1156 человек (2008), плотность населения составляет 92 чел./км². Занимает площадь 13 км². Почтовый индекс — 27050. Телефонный код — 0383.
Покровителем коммуны почитается святитель Амвросий Медиоланский, празднование в первый понедельник мая.

## Демография
Динамика населения:

## Администрация коммуны
- Официальный сайт: http://www.comune.cervesina.pv.it/